# Vương quốc Wallachia
Vương quốc Wallachia (tiếng Séc: Valašské Kralovství), được đặt tên theo vùng Wallachia Moravia, là một vi quốc gia được thành lập vào năm 1997 bởi nhiếp ảnh gia Tomáš Harabiš như một "trò đùa thực tế phức tạp". Quốc gia này có vị trí nằm ở góc đông nam của Cộng hòa Séc. Kể từ khi thành lập, 80.000 công dân Séc được báo cáo đã có được "Hộ chiếu Wallachia".
Sau khi chính thức tuyên bố thành lập vương quốc Wallachian vào năm 1997, nam diễn viên Bolek Polívka được phong làm Vua Boleslav I the Gracious với lễ đăng quang diễn ra sau đó tại một buổi lễ xa hoa vào năm 2000. "Chính phủ" do Tomáš Harabiš lãnh đạo đã thành lập các thể chế nhà nước và cấp hộ chiếu cho khoảng 80.000 chính thức là công dân Séc. Một loại tiền tệ mới, Jurovalsar, đã được tung ra, được gắn với đồng euro với tỷ lệ 1:1. Những nỗ lực nhiệt tình nhằm tạo dựng mối quan hệ chính thức với các quốc gia khác cho đến nay đã gây thất vọng và Vương quốc Wallachia không được công nhận ngoại giao chính thức.

## Khủng hoảng Hiến pháp năm 2001
Năm 2001, "chính phủ" của Wallachian đã phế truất Vua Boleslav trong một cuộc đảo chính trong cung điện, cáo buộc vị quốc vương đã sa ngã hành xử vi hiến bằng cách đòi 1.000.000 koruna Séc cho sự phục vụ của ông. Không hề nao núng, vị vua bị phế truất đã đi khắp vương quốc để thu thập sự ủng hộ cho việc khôi phục của mình và tuyên bố rằng ông đã thực sự lên ngôi vào năm 1993 khoảng 4 năm trước khi thành lập chính phủ Harabiš và liên doanh của họ. Vị cựu vương cũng tuyên bố ý tưởng về vương quốc là của ông.  Không thể giải quyết tranh chấp trong nội bộ, vụ việc được đưa ra tòa vào năm 2007 ở Ostrava, Cộng hòa Séc. Tòa án đã ra phán quyết ủng hộ "chính phủ" của Tomáš Harabiš tiếp tục tìm kiếm ứng cử viên mới cho ngai vàng, và cuối cùng phong vương cho Vladimír Zháněl là Vua Vladimír II. Kể từ đó, cựu vương, Bolek Polívka, đã kháng cáo lên Tòa án Tối cao Séc.

### Vua của Wallachia
- Boneslav I, 1997–2001 (bị phế truất). Sự bắt đầu của triều đại Boleslav bị tranh cãi, bằng việc cựu vương tuyên bố nó bắt đầu vào năm 1993.
- Vladimír II, 2001 – nay.